# Klaus Tscheuschner
Klaus Tscheuschner (født 22. oktober 1956 i Bielefeld) var overborgmester i Flensborg fra 2005 til 2011.
Tscheuschner er uddannet i den offentlige forvaltning og var i årene 1995 til 2003 partiløs borgmester i Burg på Femer, hvor han blandt andet gik ind for en fusion af øens daværende fire kommuner til én kommune. I efteråret 2004 stillede han op for den konservative CDU ved overborgmestervalg i Flensborg. Han fik i anden valgrunde 54,2 procent af stemmerne og tiltrådte posten som ny overborgmester i januar 2005. Ved overborgmestervalget 2010 ønskede han ikke at stille op igen. Siden januar 2011 er Simon Faber Flensborgs nye overborgmester.
Klaus Tscheuschner var i flere år næstformand i det slesvig-holstenske turismeforbund. Han er gift og har to børn.